# همو
همو (به ترکی آذربایجانی: هومو) یکی از روستاهای استان آذربایجان شرقی است که در  بخش آبش‌احمد شهرستان کلیبر واقع شده‌است.